# Ceraia acaciifolia
Ceraia acaciifolia é uma espécie de orquídea de flores pequenas que duram muito pouco, mas que floresce diversas vezes ao ano, nativa de Sulawesi às Ilhas Molucas.